# Marcos GT
Marcos GT est le nom utilisé par la firme anglaise de voitures de sport Marcos Engineering Ltd pour l'ensemble de ses voitures avant l'introduction de la Mantis en 1970. Plus généralement, le nom est utilisé pour décrire le coupé particulièrement bas conçu par les frères Dennis et Peter Adams.
La voiture a d'abord été présentée comme la Marcos 1800 en 1964, avec un châssis en bois et un moteur Volvo P1800, bien que les modèles suivants aient reçu un châssis en acier et généralement des moteurs Ford, bien que d'autres fussent également disponibles. La majorité de ces voitures de sport furent vendues sous forme de kit.
La voiture cessa d'être produite de 1972 à 1981, lorsque la production de kits a repris à petite échelle. La GT originale a continué à être construite jusqu'en 1989 ou 1990, jusque dans sa forme modifiée Mantula. La voiture devint plus puissante et agressive en termes de style, culminant avec la LM600 de 1994 (qui a concouru aux 24h du Mans de 1995).
Comme c'était l'intention de la plupart des produits Marcos, la série GT a été vue dans de nombreuses compétitions. L'originale 1800 et les autres Marcos des années 1960 et 1970 sont toujours compétitives dans les deux catégories FIA et HSCC (Royaume-Uni) de courses historiques.

## Marcos 1800 GT
En 1964, la Marcos 1800 GT est présentée, munie d'une carrosserie en fibre de verre et du moteur en fonte quatre cylindres Volvo 1778 cm³ B18 avec boîte de vitesses à overdrive et pont De Dion à l'arrière. Elle fit sensation lors de sa première apparition au Racing car Show de 1964. C'est le design qui deviendra familier pour les amateurs de voitures de sport pendant plus de 30 ans, même si le châssis d'origine en contreplaqué sera plus tard remplacé par un châssis en acier et le tableau de bord futuriste festonné disparaîtra après quelques années. Le châssis en bois contreplaqué était constitué de 386 pièces séparées collées ensemble et n'était pas seulement léger et solide, mais aussi représentait un minimum d'investissement initial pour la construction. La très basse Marcos nécessitait une position de conduite presque couchée, et des sièges fixes montés plus bas que le plancher de la voiture. En revanche, l'ensemble des pédales peut être déplacé d'avant en arrière avec un bouton sur le tableau de bord. Si cela s'avérait insuffisant, Marcos proposait également en option des coussins booster. Cette configuration avec les sièges fixes est restée inchangée jusqu'à la fin de Marcos, à la fin de 2007. La Marcos 1800 originale a un volant à deux rayons et un nouveau tableau de bord avec un éminent centre de console, plutôt coûteux à fabriquer, qui n'a pas survécu sur les voitures à moteur Ford. L'ensemble du nez, de conception longue et effilée, était articulé à l'avant et retenu par des loquets à l'arrière des passages de roues avant. Avec sa ligne de toit particulièrement basse (1,09 m) et son long capot élégant, elle arbore un look à mi-chemin entre ceux de la Jaguar E type et de la Ferrari GTO.
Le moteur Volvo a 96 cv (72 kW), assez pour une vitesse de pointe de 187 km/h et un temps de 0 à 97 km/h de 8,2 secondes. Certaines sources affirment 108 cv (80,5 kW) SAE. Remportant de nombreux succès en compétition, la plutôt chère 1800 s'est vendue très lentement, et après les 33 premières voitures, la suspension arrière de Dion a été remplacée par un essieu Ford. Le prix est tombé de ₤1500 à ₤1340, mais ce n'était pas encore suffisant pour rendre la voiture rentable. Les voitures remplissaient le stock en 1966, et après que 106 (ou 99) aient été construites, la 1800 a été remplacée par la 1500 à moteur Ford,.
Normalement équipée d'un transmission manuelle à quatre-vitesse, une boîte à cinq vitesses était également disponible, permettant une vitesse de pointe plus élevée. Selon certaines sources, les quelques dernières voitures construites étaient équipées du moteur Volvo B20 de deux litres, de même que certaines des voitures de course. La 1800 est la seule Marcos admissible aux courses historiques et, comme telle, a considérablement plus de valeur aujourd'hui que les modèles plus récents.

### Modèles à moteur Ford quatre cylindres

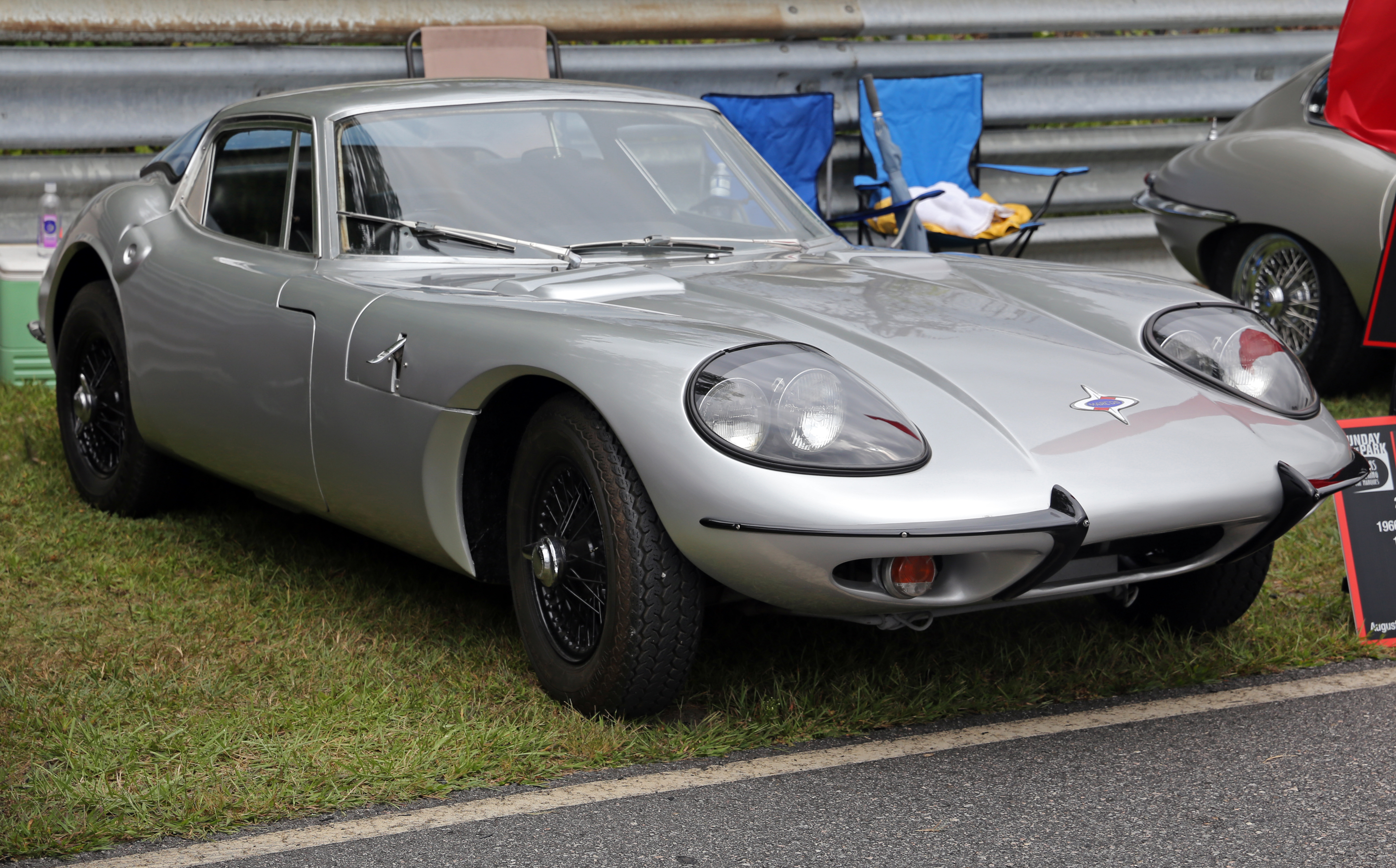
La Marcos 1500GT de 1966, toujours avec la poignée de porte du début.

En 1966, la GT a reçu un moteur quatre cylindres en ligne Ford Kent de 1500 cm³, à poussoirs à tringles, afin de réduire les coûts puisque les 1800 étaient plutôt trop chères. Le tableau de bord complexe a également été remplacé par une unité plate en bois poli, qui a rapidement été encore remplacé par un modèle encore plus simple ressemblant à une production de masse à "effet-bois". La puissance et les performances ont été diminuées par rapport aux 1800, mais les ventes ont augmenté considérablement. Pour masquer le fait qu'un moteur commun Ford est utilisé, Marsh a remplacé les cache-culbuteurs avec des Marcos et passa de carburateurs Weber aux Stromberg.
Une version réalésée Lawrencetune 1650 cm³ a été présentée en 1967 (32 exemplaires produits) pour améliorer le manque de puissance, la Marcos 1650 GT. La 1650 avait de plus grands freins à disque et un toit ouvrant standard Webasto, mais elle s'est avérée un peu moins fiable. Ce moteur et le 1500 ont tous deux été remplacés par le nouveau Ford Crossflow Four pas beaucoup plus tard, à la fin de 1967. Ce 1600 s'est avéré être un modèle encore plus populaire, avec 192 voitures construites jusqu'au début de 1969. La voiture pèse 740 kg et des freins à disque à l'avant étaient montés d'usine, bien que l'assistance était un supplément en option. La production a pris fin en octobre 1969, le nouveau châssis en acier n'étant pas bien adapté pour le moteur à flux transversal. Un nouveau modèle, le 2 litres, parut en janvier 1969 au London Show, avec le moteur Ford Essex V4 (3006E) de la Ford Corsair - alors qu'un moteur V6 était déjà apparu au sommet de la gamme, en 1968. Aussi, en juin 1969, le châssis en contreplaqué a été progressivement remplacé par une section carrée en acier, ce qui a réduit le temps de production et sauvegardé le coût. Ces voitures à châssis d'acier requéraient une baisse du panneau de seuil et ont redéfini le pare-chocs arrière, ainsi que quelques subtiles différences intérieures. Le châssis en bois a également commencé à rencontrer une certaine résistance de la part des acheteurs. Il semble n'y avoir eu aucune voiture à moteur V4 avec un châssis en bois, bien qu'il y ait quelques mois de chevauchement entre les dates de mise en service.

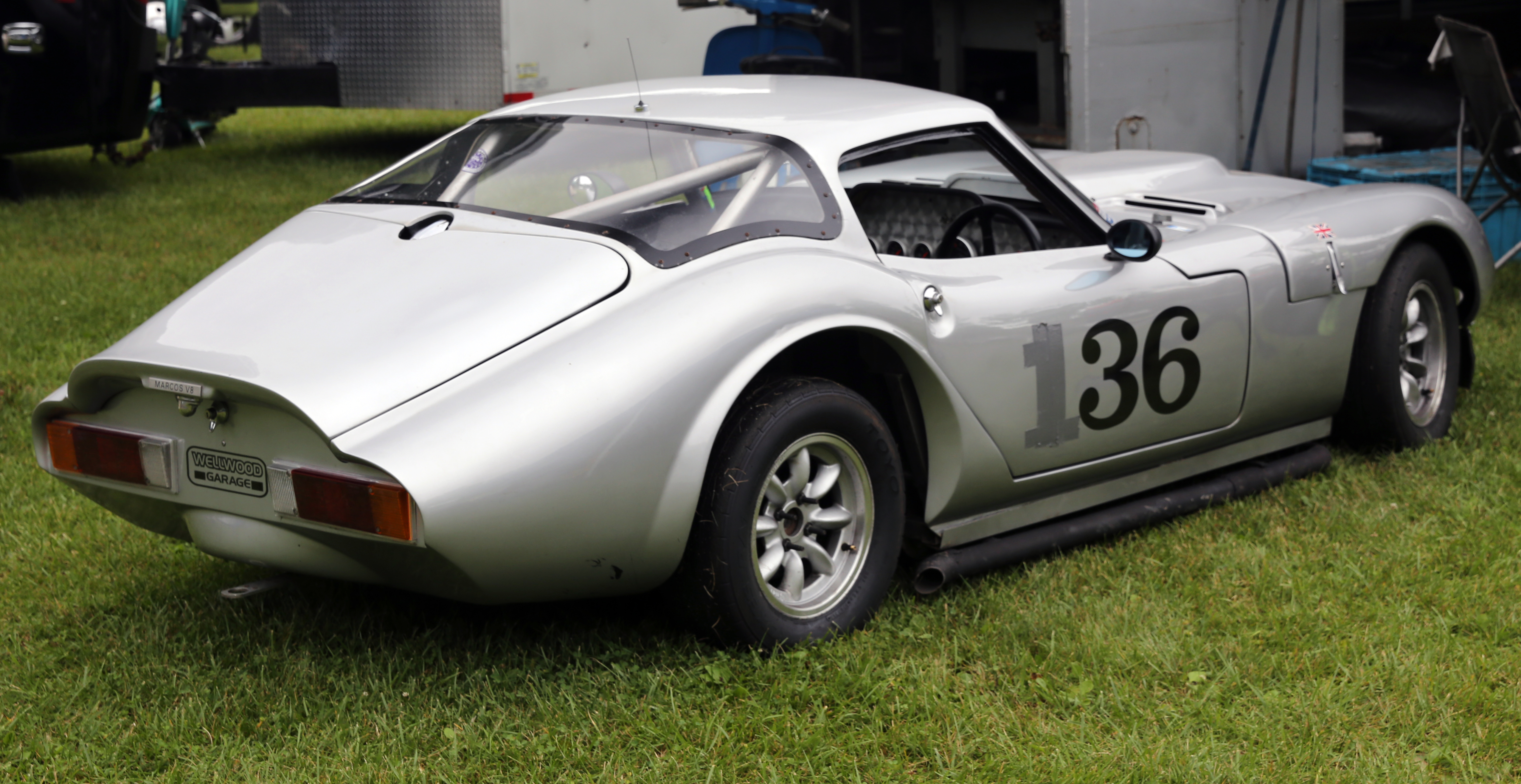
L'arrière distinctif des Marcos 1600 de 1967, modifiée pour la compétition (États-Unis)

La V4 a reçu la plupart des mêmes équipements de série et optionnels (à l'exception de l'overdrive) et le même renflement central du capot que les modèles V6 ; très peu de Marcos 2 litres ont encore leurs moteurs V4, un changement vers un V6 étant un travail plutôt facile donnant une voiture beaucoup plus rapide que l'originale de 85 cv (63 kW). Certaines sources de l'époque mentionnent plutôt 88 cv (65 kW) DIN et même 104 ch (76 kW) SAE. Pas exactement une réussite, 78 voitures 2 litres ont été probablement construites, bien que des chiffres aussi bas que 40 ont également été mentionnés.
La puissance sur la 1500 est également de 85 ch (63 kW), avec le fragile modèle Lawrencetune ayant 120 hp (89 kW). La 1600 à flux transversal produit environ 100 hp (75 kW), grâce à un certain nombre de pièces officielles du Ford Performance Center. Ajoutons que six Marcos 1600 à châssis en acier (avec les moteurs Mark 2 "A711M" Crossflow) ont été construits à la fin de 1971 et au début de 1972. Conçues pour fournir une version d'entrée de gamme à faible prix, ces modèles sont plutôt spartiates, avec un intérieur dépouillé, sans pare-chocs, des roues en acier et sans couvre-phares.

### Modèles Six cylindres

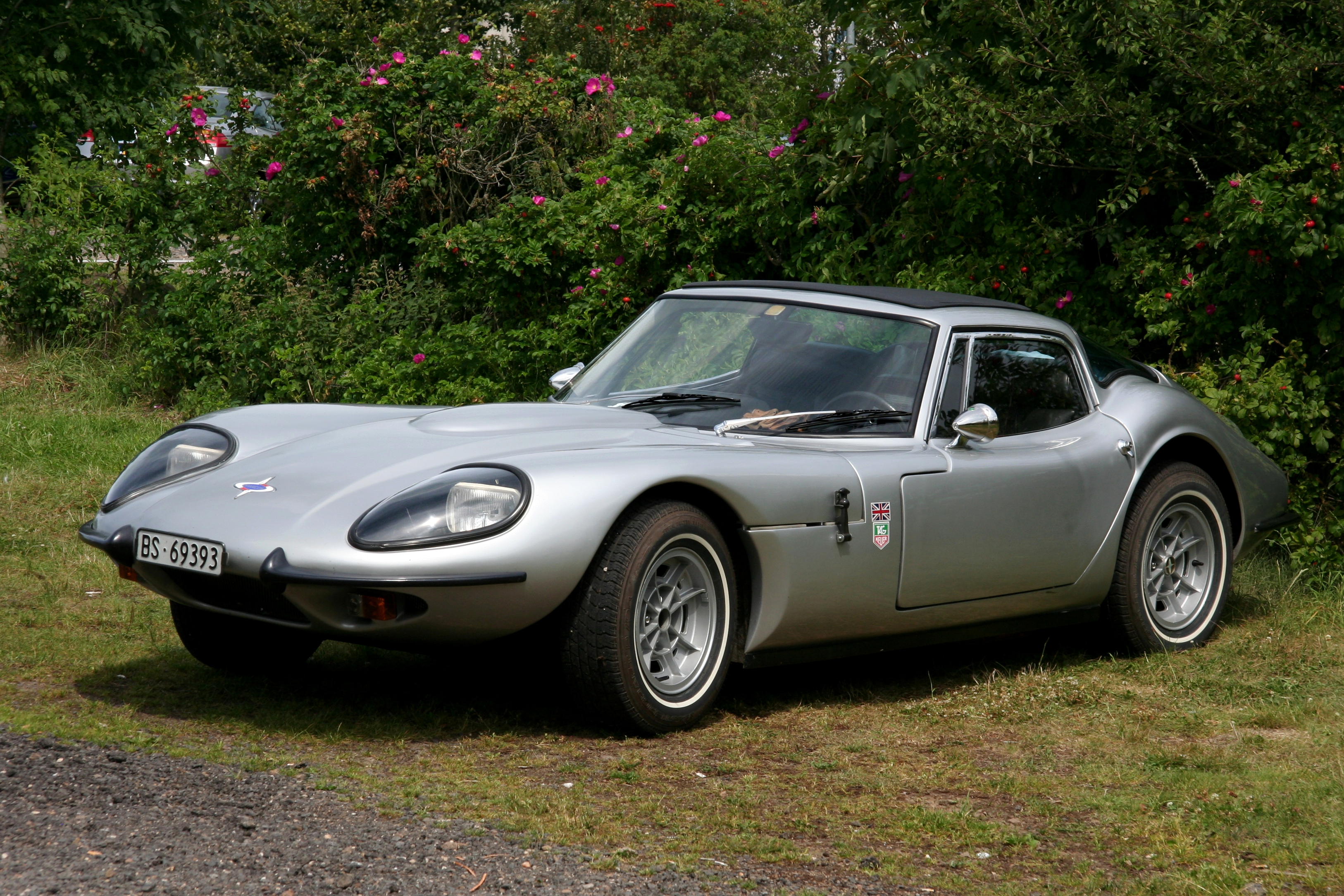
Une Marcos 3 litres (moteur Ford V6), avec phares Viva, vers 1970.

Présentée en octobre 1968 au London Show, la puissante Marcos 3 litres est munie du moteur Ford Essex V6 (3012E) à double carburateur et de la transmission de la Ford Zodiac, produite à partir de janvier 1969. La puissance est de 140 ch (104 kW) et à côté de l'emblème, cette voiture est plus facilement reconnue par les grands renflements centraux sur le capot, nécessaires pour couvrir le plus gros moteur. La 3 litres a une boîte à quatre vitesses manuelle avec une Overdrive Laycock-de-Normanville pour les troisième et quatrième rapports. En décembre 1969, une 3 litres à double carburateur et moteur Volvo B30 six cylindres en ligne est devenue disponible (d'abord uniquement aux États-Unis), et, en 1971, onze ou douze voitures ont été équipées du moteur Triumph six cylindres en ligne de 2,5 litres (moteurs destinés à la malheureuse Mantis). On les appelait les Marcos 2 ½ litre. Comme le capot était adapté aux moteurs, il y eut des variations correspondantes en ce qui concerne les changements conçus pour les prises d'air, souvent le seul signe externe du type de moteur installé. Tous les six-cylindres en ligne nécessitaient un renflement plutôt angulaire à droite du centre du capot pour couvrir les carburateurs. Vers cette époque, certaines voitures V6 ont commencé à porter des uniques phares rectangulaires (pas sur le marché américain), empruntés à la Vauxhall Viva HB.
Plus tard en 1969, les six-cylindres, avec leurs homologues à quatre cylindres, ont reçu le nouveau châssis en acier. 100 ou 119 voitures V6 avec châssis en bois ont été construites. La version Ford V6 atteint plus de 190 km/h en test et le modèle à moteur Volvo n'était pas loin derrière, mais les lourds moteurs en fonte augmentent la lourdeur du nez, en comparaison avec les variantes quatre cylindres. Avec des ventes aux États-Unis allant fort, la production Marcos a été jusqu'à trois par semaine et ils ont dû investir dans un espace plus grand en 1969.
Les voitures destinées au marché de l'Amérique du Nord avaient des moteurs Volvo six cylindres en ligne de 3 litres avec une boîte de vitesses automatique Borg-Warner Type 35 en standard. Celle mécanique repose sur des châssis en acier tubulaire, ont une plus grande hauteur, et pas de couvre-phare, afin de pouvoir être certifiés aux États-Unis. La climatisation a également été proposée en option par les importateurs Marcos International Inc. de New-York. Des retards et des problèmes avec les voitures commençaient à apparaître. En 1970, 27 voitures exportées furent saisies par les Douanes américaines pour soi-disant ne pas respecter le droit fédéral, entraînant le retrait complet de Marcos du marché américain. Avec les coûts de développement de la Mantis et l'introduction de la TVA sur les voitures en kit à l'horizon, Marcos a dû fermer ses portes (pour la première fois).
Environ soixante voitures ont été construites pour le marché américain, dont certaines ont été ramenées après que le marché américain se soit séché en 1970, et reconverties pour la vente sur le marché local. La production de voitures à moteur Volvo 3 litres continua pour le reste du monde, équipées d'une boîte de vitesses manuelle à quatre rapports. Soit 80 ou 172 Marcos à moteur Volvo I6 ont été construites jusqu'au début de 1972, dont la dernière sera la dernière Marcos construite avant dix ans. Après que Marcos se trouva a court d'argent, l'entreprise fut vendue à Hebron & Medlock Bath Engineering à la mi-1971. Ils durent eux-mêmes déposer le bilan moins de six mois plus tard. Le Rob Walker Garage Group a acheté l'usine, pour vendre à rabais tout ce qui s'y trouvait, y compris certaines voitures finies comme les six Mark 2 1600 construites. Jem Marsh acheta des pièces de rechange et d'autres parties à la vente de liquidation et créa une entreprise de maintenance des Marcos existantes, jusqu'à la reprise de la production de kits Marcos en 1981.

### Châssis
La Marcos GT fut conçue autour de Jem Marsh, qui mesurait 1,93 mètre, de sorte que même si la voiture est extrêmement basse et parfois difficile d'accès, elle peut étonnamment bien accueillir les conducteurs de grande taille. Les anciennes voitures ont une suspension avant de Triumph Herald; plus tard, une suspension Ford MacPherson a été utilisée. Malgré le châssis en bois, la suspension avant est montée dans un berceau en acier. Les 33 premières Marcos (certains disent les premières 52) ont une suspension arrière de Dion; plus tard, des voitures plus classiques et moins chères utilisent un essieu rigide de provenance Ford. Une suspension arrière indépendante revint sur la Marcos Mantula en 1986.

## Le retour de la GT

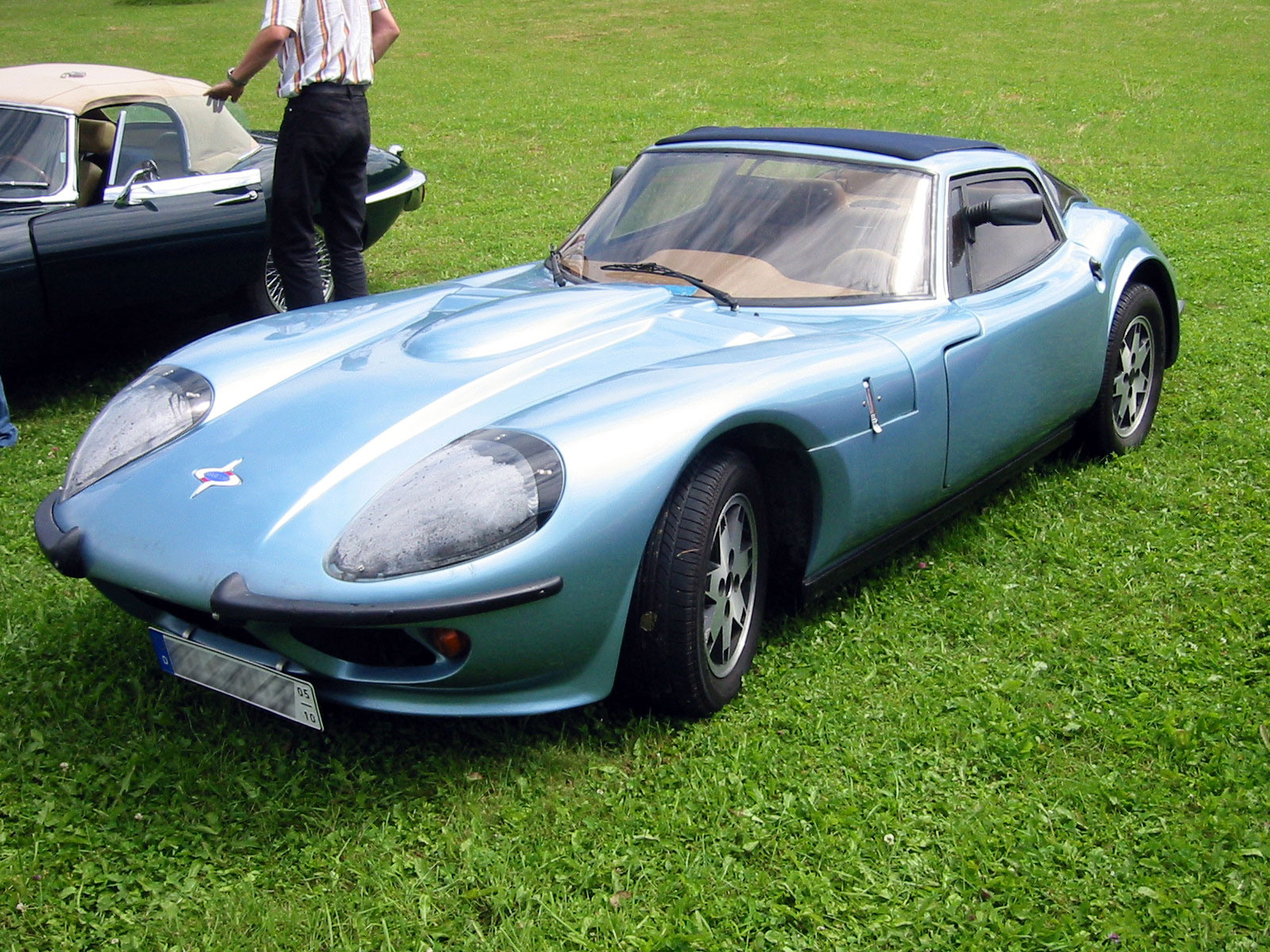
Une Marcos GT de 1984-1989, avec le 2.8 litres V6 Ford.

Jem Marsh ressuscita la marque Marcos en 1981 (après avoir acheté les moules en 1976), offrant la précédente GT sous forme de kits. L'accent mis sur les voitures de course avait passé, ne revenant plus avant treize ans, avec la série LM. Le kit était proposé en quatre différents stades d'achèvement.
Les choix de moteurs incluent de nouveau les Ford 3.0 Essex V6, 2.0 litres V4, et le 1600 à flux transversal. Les nouvelles possibilités sont les 2.3 ou 2.8 litres V6 Ford Cologne et le 2.0 litre Pinto quatre cylindres en ligne. Profitant de la conception existante des rares 2½ litre, des moteurs Triumph de 2,0 et 2,5 litres six cylindres en ligne étaient également des options possibles.
En 1983, une version à moteur Rover V8 a été introduite, appelé la Mantula. Ce modèle plus léger et plus puissant est également disponible entièrement monté. En 1984, la Marcos GT a vu un changement mineur, lorsqu'un spoiler avant a été ajouté afin de minimiser le levage à haute vitesse. Environ 130 Marcos Coupé ont été vendues en kit jusqu'en 1990, lorsque Marcos a décidé de se concentrer sur l'assemblage de la Mantula et des modèles suivants. La carrosserie Mantula Spyder n'a jamais été disponible dans le cadre de la gamme des kits GT.

## Lectures Complémentaires
Histoire de la marque avec de nombreuses photos. Admirez le châssis en bois.